# Trigger (fumetto)
Trigger è una miniserie a fumetti di genere avventuroso ideata da Ade Capone ed edita dalla Star Comics.

## Storia editoriale
La miniserie esordì a novembre 2008 e avrebbe dovuto essere di sei numeri ma venne interrotta al quarto numero. Venne edito anche un "Numero zero", distribuito gratuitamente alla fiera Lucca Comics e nelle fumetterie nell'ottobre 2008, ma questo albo non contiene alcuna storia ma solo bozzetti e note degli autori. 
Albi
| Nr. | Titolo                     | Data di pubblicazione | Testi      | Disegni                                                                            |
| --- | -------------------------- | --------------------- | ---------- | ---------------------------------------------------------------------------------- |
| 1   | I messaggeri               | novembre 2008         | Ade Capone | Elia Bonetti (prologo), Matteo Mosca, Sergio Gerasi, Stefano Santoro e Ivan Vitolo |
| 2   | Lotta per la sopravvivenza | gennaio 2009          | Ade Capone | Elia Bonetti (prologo) e Matteo Mosca                                              |
| 3   | Nel profondo               | marzo 2009            | Ade Capone | Elia Bonetti (prologo) e Sergio Gerasi                                             |
| 4   | La voce del deserto        | maggio 2009           | Ade Capone | Elia Bonetti (prologo) e Stefano Santoro                                           |

## Trama
Dall'alba dei tempi ci sono due fazioni di persone che nel proprio corredo genetico hanno un gene che dona loro particolari abilità e che li porta ad essere nemici giurati ed affrontarsi per la sopravvivenza di uno dei due gruppi. A giorni nostri sta per accadere il "Trigger" o attivazione finale. Alcuni di questi essere possono assumere un aspetto mostruoso.
I protagonisti sono quattro personaggi, che vivono in diverse parti del mondo ed i quali si accorgeranno di possedere e sviluppare "superpoteri", anche se nella miniserie evitano di chiamarli così. Nel primo volume, diviso in quattro parti, vengono introdotti i protagonisti, ed in seguito le loro storie sono sviluppate singolarmente. 
L'albo n. 2 è incentrato su Sun Linch, un ragazzo di 16 anni di Hong Kong, meticcio figlio di una cinese ed un orientale, esperto di matematica e reclutato da una delle due fazioni insieme ad altri giovani.
Il n. 3 racconta le avventure del commissario Patrick Sanna, che indaga a Milano su delle strane morti e si imbatte in alcuni di questi "mostri". Durante le sue indagini incrocia la sua strada con Lazzaro Sant'Andrea, personaggio letterario ed apparso anche in veste fumettistica nella serie di Lazarus Ledd, cosa che lascia intendere che le vicende di Trigger si sviluppano nello stesso universo narrativo di Lazarus Ledd. 
Nel volume n. 4 compare Grace Ross, capo della sicurezza di un casinò a Las Vegas.
A due soli numeri dalla chiusura la miniserie è stata interrotta dalla casa editrice Star Comics restando inedite le storie di Milton Margai (albo n. 5 pubblicizzato nel n. 4) ed il finale previsto nel volume conclusivo. Nel volume 5, come accennato nel primo albo, in Sierra Leone vicino al villaggio di Milton doveva venire mostrata una sorgente o un antico tempio legato a Trigger. Del finale non si hanno praticamente notizie.
Tutti gli albi sono connessi tra loro, con rimandi e citazioni varie, ed inoltre si stavano sviluppando alcuni risvolti interessanti nella trama dato che nessuno dei due bandi sembra essere del tutto "buono" o "cattivo", ma complice anche la prematura morte dell'autore Ade Capone non si conosce il destino dei personaggi o la trama del finale.

## Personaggi
- Sun Linch da Hong Kong
- Patrick Sanna da Milano
- Grace Ross da Las Vegas
- Milton Margai dalla Sierra Leone